# Toshirō Yatsuzuka
Toshirō Yatsuzuka (jap. 八塚 利朗, Yatsuzuka Toshirō; * 4. September 1991 in Tama) ist ein japanischer Fußballspieler. Seit 2016 spielt er für den SC Ritzing in der österreichischen dritten Liga.

## Karriere
Yatsuzuka begann mit dem Fußball während der Grundschule. Er studierte an der Fakultät für Politik- und Wirtschaftswissenschaften der Meiji-Universität in deren Fußballmannschaft er auch spielte.
Nachdem er als Sprachschüler nach Österreich gekommen war, spielte Yatsuzuka in der Rückrunde der Saison 2013/14 beim Deutschlandsberger SC. Zur Saison 2014/15 wechselte er zur Kapfenberger SV in die Erste Liga. Sein Profidebüt gab er am 1. Spieltag gegen den LASK Linz.
Im Januar 2016 wechselte er zum Amateurklub SC Ritzing. Er unterschrieb einen bis Juni 2017 gültigen Vertrag.